# Arbutus (geslacht)
Arbutus is een geslacht uit de heidefamilie (Ericaceae), dat van nature voorkomt in het Middellandse Zeegebied, West-Europa en Noord-Amerika. Het zijn groenblijvende bomen of grote struiken, die 5 tot 25 meter hoog worden. Ze hebben een rode of bruine bast. De bladeren zijn spiraalvormig op de takken gerangschikt, ovaal tot breed-lancetvormig en met een gezaagde of gladde rand. De bloemen zijn klokvormig, 0,5-1 cm lang en wit of roze van kleur. Ze groeien afhankelijk van de soort in trossen of pluimen. De vruchten zijn rode of oranje, 1–2 cm grote bessen met een ruwe schil en geel vruchtvlees. De vruchten bevatten meerdere zeer kleine zaden. De vruchten zijn eetbaar, maar hebben weinig aroma.
Een recente studie waarin ribosomaal DNA van Arbutus en verwante geslachten werd bestudeerd, suggereert dat de Arbutus-soorten uit het Middellandse Zeegebied niet nauw verwant zijn aan de Noord-Amerikaanse soorten en dat de splitsing in de evolutie plaatsvond op de grens van het Paleogeen en het Neogeen.
De Noord-Amerikaanse leden van het geslacht worden "madrones" genoemd, wat stamt van het Spaanse 'madroño'. De Europese soorten worden aardbeibomen genoemd, vanwege de oppervlakkige gelijkenis van de vruchten met aardbeien. Sommige soorten worden simpelweg met Arbutus aangeduid.
Sommige soorten in de geslachten Epigaea, Arctostaphylos en Gaultheria werden voorheen ook geclassificeerd onder Arbutus. Als gevolg is Epigaea repens ook wel bekend als kruipende arbutus.

## Soorten
- Oude Wereld
  - Arbutus andrachne (Griekse aardbeiboom), Zuidoost-Europa en Zuidwest-Azië, soms aangeduid met 'manzanita'
  - Arbutus canariensis (Canarische aardbeiboom). Canarische Eilanden.
  - Arbutus unedo (Aardbeiboom), wijd verspreid in het Middellandse Zeegebied en tevens in het westen van Frankrijk en het westen van Ierland
- Nieuwe Wereld
  - Arbutus arizonica ('Arizona madrone'), New Mexico, Arizona en in het westen van Mexico tot in het zuiden in Jalisco.
  - Arbutus glandulosa, Centraal en Zuid-Mexico.
  - Arbutus menziesii ('Pacific madrone'), westkust van Noord-Amerika van het zuiden van Brits-Columbia tot Zuid-Californië op de westelijke hellingen van de Pacific Coast Ranges, Sierra Nevada en de Cascades
  - Arbutus peninsularis Neder-Californië in Mexico.
  - Arbutus xalapensis ('Texas-madrone', synoniem: Arbutus texana) Texas, New Mexico en het noordoosten van Mexico.

Arbutus unedo en Arbutus andrachne hybridiseren in het wild vanzelf; de hybride wordt Arbutus ×andrachnoides genoemd. Sommige soorten worden veel gecultiveerd als sierplant buiten hun natuurlijke verspreidingsgebied, hoewel cultivatie moeilijk is omdat de planten niet goed bestand zijn tegen verstoring van hun wortels.
Arbutus-soorten zijn waardplant voor Lepidoptera-soorten waaronder Pavonia pavonia.

## Gebruik en symboliek
De aardbeiboom een onderdeel van het symbool 'el Oso y el Madroño' (de beer en de aardbeiboom) van de gemeente Madrid in Spanje. In het centrum van de stad, op het plein Puerta del Sol, staat een standbeeld van een beer die vruchten eet van de aardbeiboom. De voorstelling staat afgebeeld op helmtekens, taxi’s, kelderdeuren en andere onderdelen in de stad.

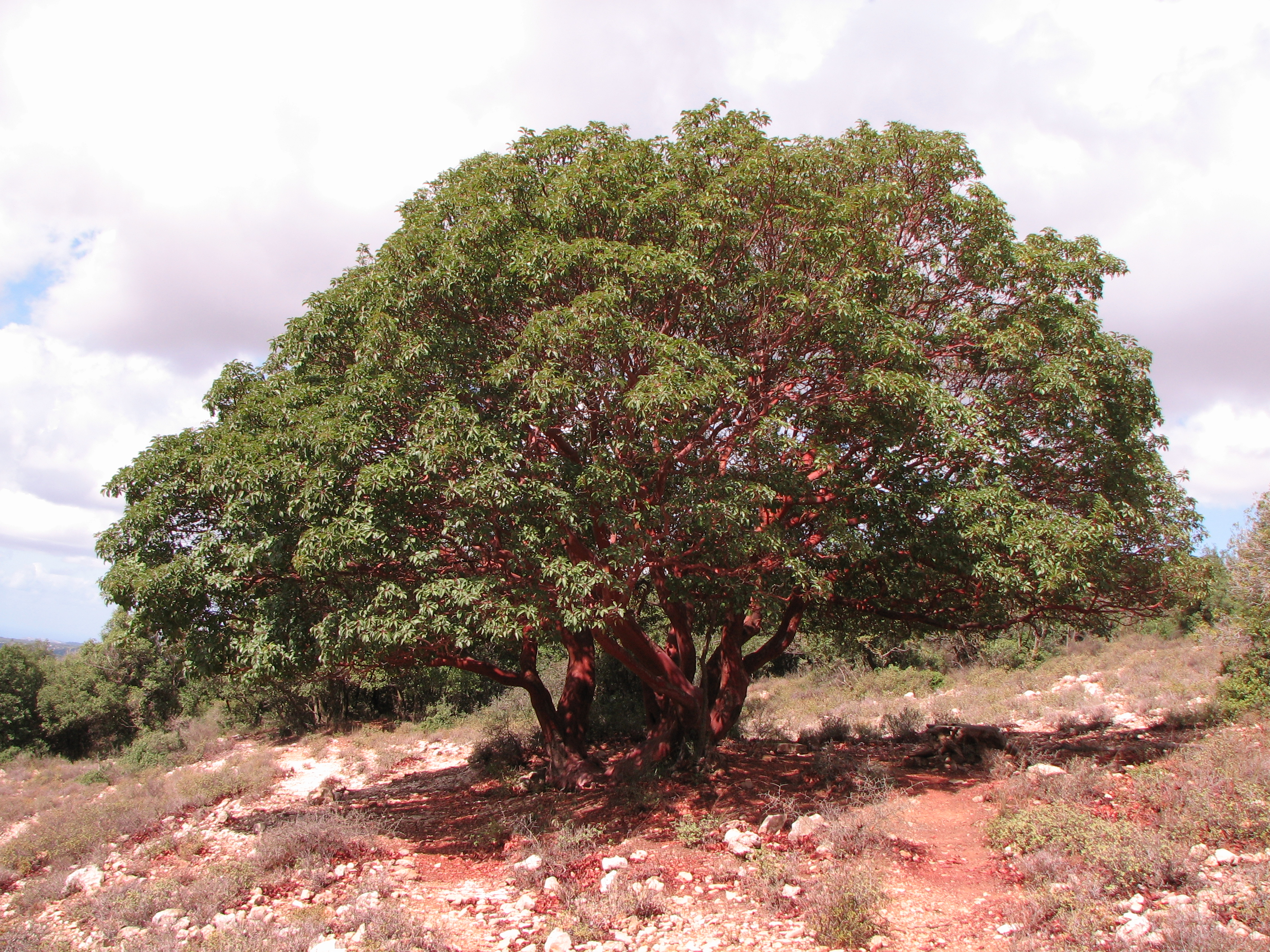
Arbutus andrachne in Israël
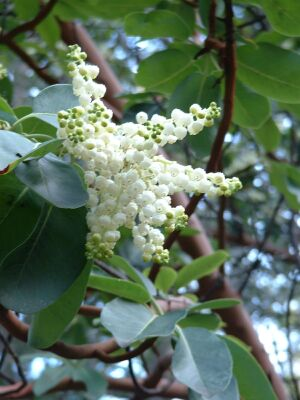
Arbutus menziesii, bloemen
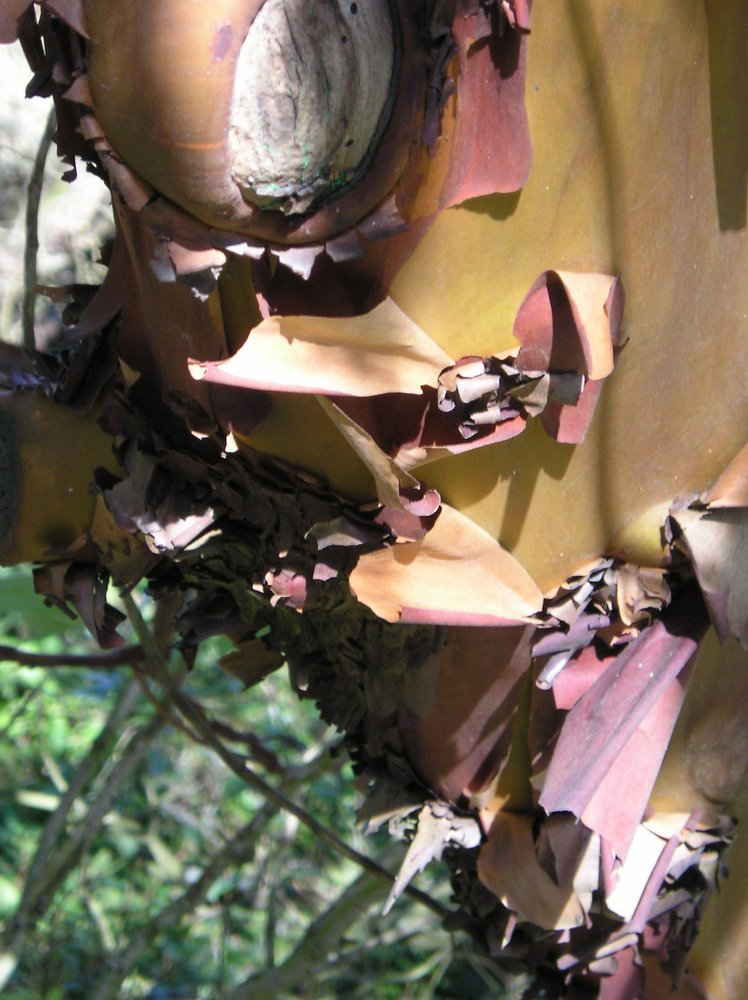
Arbutus menziesii, bast
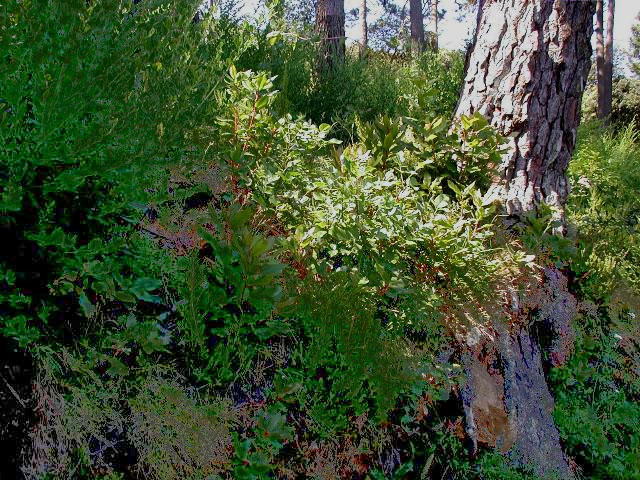
Aardbeiboom op Corsica
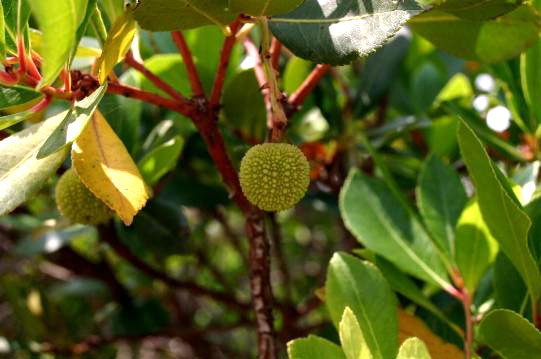
Aardbeiboom, bladeren en vruchten
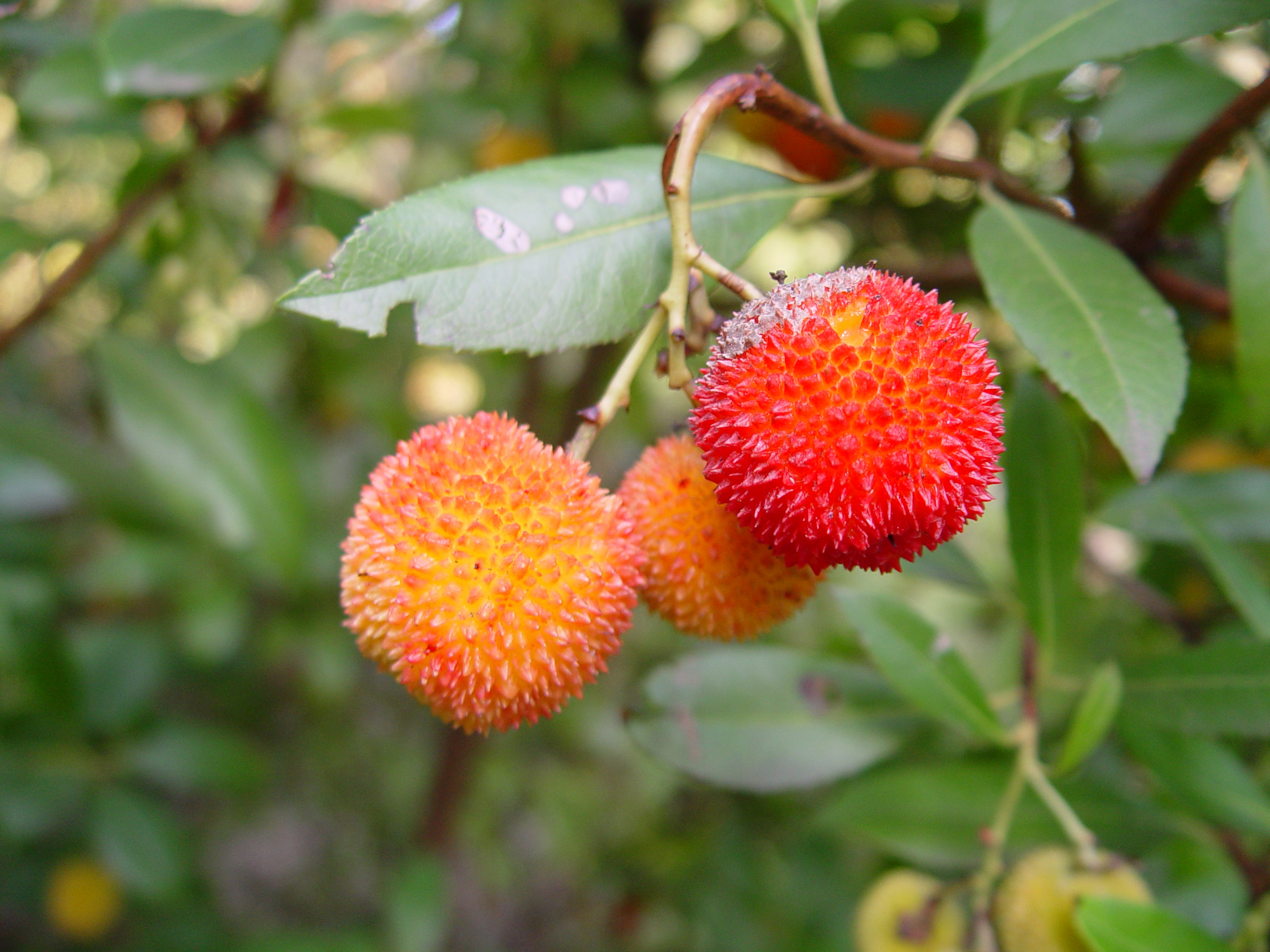
Aardbeiboom, vruchten

## Bron
- Hileman, Lena C., Vasey, Michael C., & Thomas Parker, V. 2001. Phylogeny and Biogeography of the Arbutoideae (Ericaceae): Implications for the Madrean-Tethyan Hypothesis. In : Systematic Botany 26 (1): 131-143.

... · 
Acrothamnus · 
Acrotriche · 
Agapetes · 
Agarista · 
Andersonia · 
Andromeda · 
Arbutus · 
Arctostaphylos · 
Calluna · 
Cassiope · 
Chimaphila · 
Daboecia · 
Dracophyllum · 
Empetrum · 
Enkianthus · 
Erica (Dophei) · 
Kalmia · 
Leptecophylla · 
Moneses · 
Monotropa · 
Orthilia · 
(Oxycoccus (Veenbes)) · 
Pieris · 
Pyrola (Wintergroen) · 
Rhododendron (Rododendron) · 
Vaccinium (Bosbes) . 
Woollsia . 
...